# Reencuentro (novela)
Reencuentro (originalmente escrita en inglés: Reunion) es la ópera prima del pintor y escritor alemán de origen judío Fred Uhlman. Fue publicada por primera vez en 1971 en Londres, y no tardó en convertirse en un éxito literario y un referente de la literatura crítica con el holocausto nazi. Su éxito radica en su delicado e intimista punto de vista que aborda desde la primera persona el acontecimiento.

## Contexto
La novela transcurre en el período de entreguerras, en el momento de auge del nazismo y sus momentos previos. El problema parte del Tratado de Versalles al finalizar la Primera Guerra Mundial, cuyo acuerdo de paz Alemania consideró humillantes, como las fuertes indemnizaciones, la ocupación de la zona minera del Ruhr, la creación del corredor polaco o la reducción del ejército, que dejó en la calle a cientos de miles de veteranos que pasaban a engrosar una ya de por sí abultada lista del paro.
Resultó ser el caldo de cultivo perfecto para el ascenso del nazismo. Se produjo una radicalización de las posturas, una búsqueda del sentimiento de país, de pertenecer a algo superior. En ese contexto apareció la figura del Hitler y el nacionalsocialismo alemán, que se aprovechó de la situación y llenó el vacío creado para reunir a la masa en torno suyo. Creó un “absoluto”, una idea como esperanza, ambición y porvenir que fue rápidamente asumida por la sociedad alemana. A pesar de todo, el surgimiento de nazismo no se puede explicar en un país que no sea Alemania, ya que entroncó con la tradición “elitista” alemana, de nacionalismo exacerbado y culto a los linajes nobles.

## La "novella"
La novella (o novela corta) se define como término medio entre el cuento y la novela, una forma narrativa que destaca por su sencillez y su estilo directo. Tal distinción la hace Arthur Koestler en el prólogo del libro, refiriéndose a la obra de Uhlman con el término italiano, que carece de equivalente en español.
La novella trata sobre amistad entre Hans, chico judío de padres burgueses, y Konradin, joven aristócrata de familia pudiente, que residen en Stuttgart, Alemania. Esta relación idílica se interrumpe por los acontecimientos sucedidos en la Alemania de los años 30, que obligan a Hans a trasladarse a Estados Unidos recibiendo una carta de su amigo.
A pesar de no tratarse de una obra autobiográfica sí que mantiene ciertos paralelismos con la vida del autor, como el exilio y la vida en el extranjero, la descripción del sentimiento de ser suabo, alemán y judío por ese orden, etc.
Los dos personajes principales de la novela parecen correlacionarse con dos personajes reales: Konradin con Claus von Stauffenberg y Hans con Fritz Bauer. Ambos fueron alumnos del Eberhard-Ludwing Gymnasium en Stuttgart; si bien Fritz tenía cuatro años más que Claus. la identificación de Konradin con Claus von Stauffenberg es evidente: aristócrata de tradición militar, nacido en un castillo, con un escudo de armas con dos grifos y ejecutor principal del atentado contra Hitler el 20 de julio de 1944. En cuanto a la identificación de Hans con Fritz Bauer es un poco más sibilina: hijo de un médico judío, procedente una rica familia burguesa y nieto y bisnieto de rabinos. Si bien, algunos detalles que no aparecen en la novela apoyan esta identificación. Fritz Bauer alcanzó gran popularidad en 1952 cuando, actuando como fiscal en el Proceso Remer, consiguió la rehabilitación de los implicados en el intento de asesinato de Hitler. Claus von Stauffenberg pasó de considerarse traidor a la patria a héroe de la resistencia antinazi. En el alegato final del juicio Fritz "añadió un detalle personal sobre sus días como adolescente en Stuttgart, cuando iba a clase con Claus von Stauffenberg" (según cuenta Andrew Nagorki en su libro Cazadores de nazis). El hecho de que el autor, Fred Uhlman,  también estudiara en el mismo Gymnasium de Stuttgart y publicase la novela en 1971, dieciocho años después del famoso juicio, es otro elemento que apoya la idea anterior.
Así pues el libro presenta como tema el concepto de individualismo contra el de masa. Uhlman crea una visión individualista del conflicto, y muestra como éste afecta a las relaciones sociales y a la vida diaria de un único individuo, en contra de las acostumbradas crónicas históricas que marcan como objetos de la historia a la gran masa popular, ofreciendo una visión impersonal e insensible.
Muestra también una visión según la que los alemanes mismos fueron los culpables del holocausto por querer ignorarlo, y por consentirlo de manera indirecta, respondiendo ante el falso argumento que defiende a los alemanes haciendo recaer las culpas en los cuerpos nazis. No eran conscientes o no quería serlo del peligro potencial que suponía Hitler y el nazismo.